# Tethneus
Tethneus Scudder, 1890 è un genere di ragni fossili appartenente alla famiglia Araneidae.

## Etimologia
Il nome deriva dal greco τεθνεώς, tethneòs, participio perfetto del verbo θνήσκειν, thnèskein, che significa morire, perire, proprio a causa della sua natura esclusivamente fossile.

## Caratteristiche
Genere fossile risalente all'Oligocene. I ragni sono costituiti da parti molli molto difficili da conservare dopo la morte; infatti i pochi resti fossili di aracnidi sono dovuti a condizioni eccezionali di seppellimento e solidificazione dei sedimenti.

## Tassonomia
L'attribuzione della sottofamiglia di appartenenza è un po' dubbia, anche per i pochi resti trovati, tanto da far ritenere il genere quale incertae sedis.
A maggio 2014, di questo genere fossile sono note sette specie:
- Tethneus guyoti Scudder, 1890 †, Paleogene
- Tethneus hentzi Scudder, 1885[2] †, Paleogene
- Tethneus obduratus Scudder, 1890 †, Paleogene
- Tethneus orbiculatus (Hong, 1985) †, Neogene
- Tethneus provectus Scudder, 1890 †, Paleogene
- Tethneus robustus Petrunkevitch, 1922 †, Paleogene
- Tethneus twenhofeli Petrunkevitch, 1922 †, Paleogene